# Attius
Attius (Accius) Lucius (n. 170 î.Hr., Pisaurum, Marchia Anconitana, Statele Papale – d. 84 î.Hr., Roma, Republica Romană), a fost un poet dramatic latin. Din tragediile sale (în număr de 45), inspirate din mitologia greacă și din istoria Romei și cu aluzii politice la evenimente contemporane lui, s-au păstrat numai cîteva fragmente.
A fost fiul unui libert, s-a născut la Pisaurum, în Umbria. Anul morții sale nu este cunoscut cu certitudine, dar trebuie să fi trăit până la o vârstă înaintată, deoarece Cicero, născut în 106 î.e.n., deci cu 64 de ani mai tânăr decât el, afirmă că a dicutat cu el pe teme de literatură.
S-au păstrat titlurile și fragmente (circa 700 de rânduri) din cele circa 50 de piese scrise de el. Majoritatea erau traduceri din limba greacă, subiecte sale favorite fiind războiul Troiei și casa lui Pelops.
Printre acestea amintim textele Decius și Brutus, ce se caracterizează prin evidențierea moralei austere și eroice a romanilor și prin poezia descriptiv realistă.
Opera didactică (Didascalica; Pragmatica) dezvăluie erudiția de critic teatral al poetului.